# 아나 브르나비치

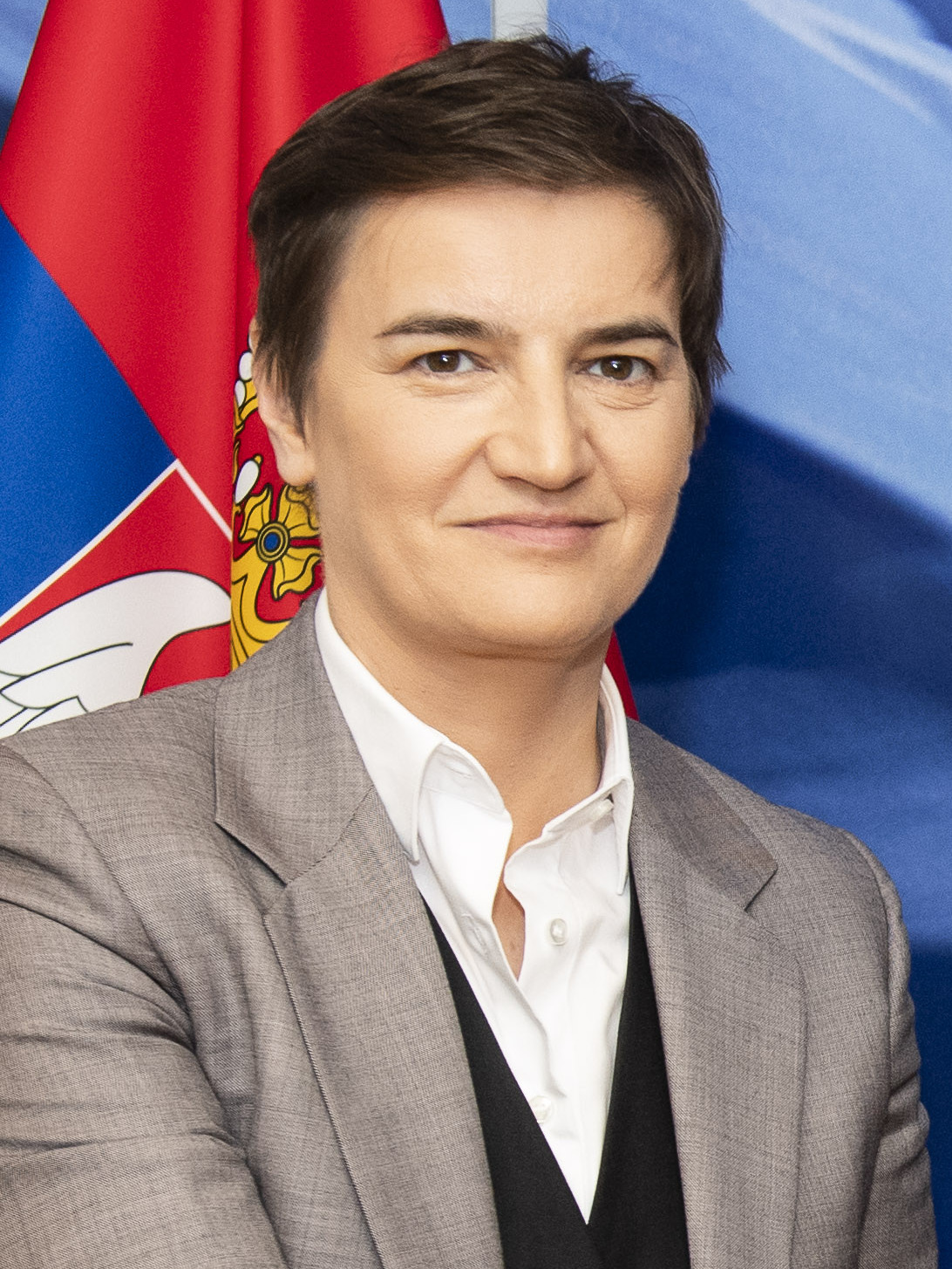
아나 브르나비치

아나 브르나비치(세르비아어: Ана Брнабић / Ana Brnabić, 1975년 9월 28일 ~ )는 2017년부터 2024년까지 세르비아 총리를 역임한 세르비아의 정치인이다. 브르나비치는 세르비아의 첫 여성 총리이자 동성결혼을 한 커밍아웃한 레즈비언이다.
브르나비치는 2016년 8월부터 2017년 6월까지 알렉산다르 부치치 총리, 이비차 다치치 총리 권한대행 밑에서 행정 및 지방 자치 정부 장관을 지냈다. 브르나비치는 이 역할을 맡으면서 세르비아의 중앙 정부 서비스 개혁을 시작했다.
2017년 5월, 세르비아 대통령에 취임한 부치치는 2017년 브르나비치를 후임자로 제안했다. 브르나비치 내각은 2017년 6월, 세르비아 의회 의원 250명 가운데 157명 과반수 찬성으로 표결을 통과해 인준되었다. 무소속 정치인으로 선출된 브르나비치는 2019년 집권 세르비아 진보당에 입당했으며, 2021년에는 당 지도부를 구성하는 유력 정치인이 되었다.
2019년, 브르나비치는 포브스가 선정한 세계에서 가장 영향력 있는 여성 88위, 가장 강력한 여성 정치 및 정책 지도자 19위에 올랐다. 일부 관측통은 브르나비치가 세르비아 헌법상 행정 수반 역할에 의거해 정치 권력이 없다고 믿고 있으며, 대신 부치치가 대통령으로서 권력을 행사하고 있다고 주장한다.

## 같이 보기
- 세르비아의 총리